# Repunkblika. Nieustanne pogo
RE[punk}BLIKA. Nieustanne pogo – album muzyczny wydany w Polsce przez wydawnictwo ZIMA. Miało to miejsce w 2018 r. Jest to składanka muzyczna prezentująca utwory zespołu Republika wykonane przez zespoły muzyczne ze sceny niezależnej, reprezentujące takie style i nurty jak punk rock, nowa fala, zimna fala i muzyka alternatywna. Kompilacja poświęcona zespołowi Republika stanowi swoisty hołd dla jednego z najważniejszych i zasłużonych zespołów polskiej sceny rockowej.

## Historia, idea i kompozycje
Album muzyczny „RE[punk]BLIKA. Nieustanne pogo” został wydany w Polsce, w 2018 r., przez wytwórnię muzyczną ZIMA, która jest także dystrybutorem tego produktu. Ideą przewodnią realizacji wydawnictwa było stworzenie kompilacji utworów zespołu Republika wykonanych przez wykonawców muzycznych ze sceny niezależnej. Album stanowi hołd dla Republiki, która niewątpliwe jest jedną z najważniejszych i najbardziej zasłużonych kapel w ramach polskiej sceny rockowej. Wyrazisty i rozpoznawalny styl oraz jego nowatorstwo popularnego w Polsce zespołu muzycznego Republika stały się przy tym impulsem do doboru repertuaru wykonywanego przez niezależne grupy muzyczne reprezentujące różne nurty w muzyce rockowej. Pośród tych nurtów, których reprezentanci wykonali utwory zamieszczone w składance, można wymienić przede wszystkim punk rock, nową falę, zimną falę i muzykę alternatywną. Premiera albumu miała miejsce w dniu 30 listopada 2018 r..
Należy także zauważyć, że tytuł „RE[punk}BLIKA. Nieustanne pogo” jest szerzej postrzegane jako projekt, którego celem jest oddanie hołdu Republice przez zespoły niezależne, w szczególności punkowe. Temat tego projektu traktowany jest przy tym raczej szerzej niż dotyczący wyłącznie samej grupy Republika. W szczególności docenia się tu również lidera zespołu – Grzegorza Ciechowskiego – i jego pozostałe projekty muzyczne. Sam album przez wydawcę i wielu recenzentów nie jest wprost nazywany czy tytułowany jako tribute album (Tribute to Rebublika), to jednak w różnych opracowaniach bywa tak postrzegany i określany wprost.
W działaniach pod szyldem „RE[punk}BLIKA” album ten nie jest jedyną inicjatywą. Kolejne wydarzenia obejmowały między innymi koncerty zespołów, które nagrały covery na ten album. Przykładowo rok po jego wydaniu w ramach festiwalu Rock na Bagnie odbył się w dniu 5.07.2019 r. koncert RE[punk]BLIKA, czyli utwory zespołu Republika na punkowo. To wydarzenie było jednym z „magnesów” przyciągających publiczność na ten festiwal muzyczny, na którym wystąpili niektórzy z wykonawców lub poszczególnych muzyków indywidualnie współtworzących wydany rok wcześniej album. Inny z takich koncertów, również w 2019 r. (w dniu 26.10.2019 r.), miał miejsce w Gliwicach (CKS Mrowisko). Był to koncert w ramach projektu „Czarno-Białe Ślady” z udziałem Zbigniewa Krzywańskiego, byłego członka Republiki, oraz Jacka Bończyka, po którym w ramach RE[punk}BLIKA wystąpili w drugiej części wydarzenia Zmaza, Cela nr 3, Qulturka, Zbeer, Venta Quemada, Bulbulators, Tester Gier, Chupacabras, After Laughter, Leśne Ludki.

## Album
Ścieżkę dźwiękową albumu zamieszczono na nośniku danych w postaci jednej płyty kompaktowej, umieszczonej w standardowym opakowaniu typu digipack. Został on wydany przez wytwórnię muzyczną ZIMA, a w ramach jej katalogu otrzymał identyfikator CD/Z065. Ma też przypisany numer Barcode: 5 907632 694926. Na obwolucie wymieniono następujące noty dotyczące wydawcy: „zima.slask.pl”, „sklep.zima.slask.pl”, „f/ZIMARECORDS”. Natomiast w wewnętrznej wkładce znalazły się krótkie zajawki dotyczące każdego z wykonawców wykonującego utwór Republiki w ramach składanki. Obejmuje ona nazwę własną zespołu, niewielkie zdjęcie fotograficzne oraz jego kilkuzdaniową wypowiedź dotyczącą twórczości zespołu Republika, zespołu Obywatel G.C. oraz tego albumu i ewentualnie wykonywanego utworu. Jest to album kompilacyjny – składanka – który zawiera 21 utworów wykonanych przez tyleż samo wykonawców muzycznych. Czas trwania nagrań wynosi 1 godzinę, 7 minut i 45 sekund (1 godzina i 8 minut, 68 minut i 1 sekunda). Piosenki są w języku polskim.

## Wykonawcy
W albumie znalazły się utwory następujących wykonawców: After Laughter, Bulbulators, Castet, Cela nr 3, Chupacabras, Farben Lehre, Firenze, Inhalators, Inkwizycja, Kompania Karna, Leśne Ludki, Manta Birostris, The Moonshiners, Pabieda, Qulturka, Ropień, Satellites, Tester Gier, Venta Quemada, Zbeer, Zmaza. Każdy z wymienionych wykonawców ma zamieszczony na składane po jednym utworze muzycznym.

## Utwory

### Lista utworów
| lp. | Wykonawca       | tytuł              | czas (min:sek) |
| --- | --------------- | ------------------ | -------------- |
| 1   | Qulturka        | Paryż-Moskwa 17.15 | 3:24           |
| 2   | Zbeer           | Nie pytaj o Polskę | 2:32           |
| 3   | Kompania Karna  | Gadające głowy     | 4:18           |
| 4   | Satellites      | Mamona             | 3:07           |
| 5   | Pabieda         | Masakra            | 3:35           |
| 6   | Inkwizycja      | Moja krew          | 4:49           |
| 7   | After Laughter  | Nowe sytuacje      | 2:56           |
| 8   | Bulbulators     | Będzie plan        | 3:01           |
| 9   | Castet          | Znak równości      | 1:29           |
| 10  | Zmaza           | Koniec czasów      | 2:15           |
| 11  | Farben Lehre    | Sexy doll          | 2:34           |
| 12  | Venta Quemada   | Psy Pawłowa        | 4:11           |
| 13  | Leśne Ludki     | Odchodząc          | 2:47           |
| 14  | Chupacabras     | My lunatycy        | 4:31           |
| 15  | Cela nr 3       | Po wojnie          | 1:59           |
| 16  | Ropień          | Odchodząc          | 3:28           |
| 17  | Tester Gier     | Umarła klasa       | 2:29           |
| 18  | Manta Birostris | Kaspar Hauser      | 4:58           |
| 19  | Inhalators      | System nerwowy     | 2:43           |
| 20  | The Moonshiners | Mój imperializm    | 3:01           |
| 21  | Firenze         | Śmierć na pięć     | 3:41           |

### Wyróżniające się utwory i komentarze
Pośród zawartych w albumie coverów utworów Republiki niektóre z nich szczególnie zwracają na siebie uwagę, z różnych przyczyn, choć oczywiście często zależne jest to osobistych poglądów i upodobań muzycznych, stosunku do zespołu i twórczości Republika ale też do zespołu wykonującego dany utwór, osoby recenzującej lub komentującej album albo cały projekt. Mimo to takie subiektywne spojrzenie pozwala na zarysowanie klimatu płyty oraz jej wartości. Pośród tych utworów wymieniane są między innymi:
- „Paryż – Moskwa 17.15”, Qulturka: oceniany jako bardzo ciekawa interpretacja utworu, w której między innymi zwraca uwagę damski wokal oraz rozszerzone instrumentarium o partę skrzypiec[19]
- „Nie pytaj o Polskę” (Obywatel G.C.), Zbeer: zwraca uwagę bardzo szybkie tempo kompozycji[10][19]
- „Gadające głowy”, Kompania Karna: utwór wręcz wyskandowany przez kapelę[19]
- „Mamona”, Satellite: tu również zwraca uwagę bardzo szybkie tempo piosenki z ciekawą aranżacją na dwa głosy[10][19]
- „Masakra”, Pobieda: zasługująca na uwagę „bardzo ciężka” wersja utworu[19]
- „Sexy doll”, Farben Lehre: brzmienie typowe dla tego zespołu, a nie jak Republika[10][19]
- „Odchodząc”, Leśne Ludki: rekordowa pod względem tempa wykonania, obudowana stylem tego zespołu, oddający dramatyzm utworu znany z oryginału[19].

## Odbiór, opinie i oceny

### Odbiór, opinie
Album jak i wykonane przez reprezentantów sceny niezależnej utwory zespołu Republika, postrzegane są jako pewne spojrzenie na dokonania tak ważnego w historii polskiej muzyki zespołu. Spojrzenie to dokonane zostało z perspektywy kapel o różnorodnej stylistyce muzycznej i reprezentujących jednak dość różne sceny i nie powinno być zawężane do samego punk rocka. Słuchacz otrzymuje wybór z twórczości Republiki prezentowanej w nowej, nieco innej odsłonie. Tak skonstruowany produkt wykreował dobre i efektowne dzieło warte zainteresowania, i dla starych fanów Republiki, dla których jest wręcz obowiązkowe, i dla pozostałych słuchaczy, którzy niekoniecznie doceniają dawne brzmienia lecz przyciągną ich aranżacje nawiązujące do styli muzycznych wykonawców obecnych na składance. Dzięki temu rzesze fanów są zachwycone tym dziełem. I nawet jeśli potraktować to opracowanie tylko jako ciekawostkę, to jest ona fajna oraz warta niejednokrotnego przesłuchania. Sam pomysł aby wykonawcy punk rockowi aranżowali i wykonywali utwory Republiki dla wielu osób mógł wydawać się abstrakcyjny i egzotyczny, ale jego dobry rezultat jest ciekawy. Ważną zaletą aranżacji utworów przez poszczególnych wykonawców są samodzielne ich opracowania z uwzględnieniem własnej konwencji, bez próby naśladownictwa czy podporządkowania się jednolitej linii stylistycznej.
Pojawiają się jednak także informacje o poglądach odmiennych od powyższych. Przeciwne, skrajne opinie wyrażają pogląd, że jest to pewnego rodzaju znieważenie, choć bez sprecyzowania wobec kogo lub czego – czy Republiki, czy jej fanów, czy może jej dorobku i twórczości. To spojrzenie ma wynikać z dalej wspominanych kontrowersji, nieporozumień i różnic pomiędzy subkulturą punków i fanami Republiki. W tym kontekście album odbierany jest również jako złamanie wymienionego stereotypu i to z udanym skutkiem.
Nieco inny aspekt wydawnictwa dostrzegł jeden z publicystów, który w swoim felietonie zauważył, że jest ono także całkiem ciekawym przeglądem, o charakterze przekrojowym, ówczesnej sceny punk rockowej, mimo że jest zbiorem coverów zespołu niegdyś wręcz nienawidzonego przez środowiska punkowe.

### Nota wydawcy i nawiązania
Sam wydawca potwierdza dostrzeżony przez autorów publikacji fakt, że kompilacja ta jest swoistym hołdem dla zespołu Republika, ale też dla Grzegorza Ciechowskiego. Są to bowiem grupy i osoby (muzycy zespołu z Grzegorzem Ciechowskim na czele), których śmiało można traktować jako ikony polskiego rocka i do pewnego stopnia także sceny niezależnej. Ich twórczość to nie tylko wspominane wyżej nietuzinkowe, charakterystyczne brzmienie, ale co ważne także często uniwersalność i ponadczasowość tekstów piosenek, które razem po latach nadal potrafią wywołać i rozpalić silne emocje. W nocie wydawcy jest przy tym zaznaczony znamienny fakt, że punkowemu środowisku i publiczności nie zawsze „było pod drodze” z Republiką. Faktem niezaprzeczalnym są niesnaski i konflikty jakie występowały choćby na współdzielonej scenie festiwalu w Jarocinie. A mimo to w późniejszym czasie niewątpliwie taki hołd i wyraz uznania oraz docenienia ich twórczości składają zarówno kapele znane od lat, które miały możliwość zetknąć się z działalnością oraz jej rezultatem zespołu Republika oraz jej lidera, jak i kapele młodsze, dla których jest to w zasadzie sięgnięcie do przeszłości, ale wartościowej.
Co jak skomentował jeden z publicystów, w tym kontekście sprawia, jak wyżej wspominano, iż taki projekt wydawać się może jako abstrakcyjny, egzotyczny.

### Opinia Zbigniewa Krzywańskiego
Na temat składanki wypowiedział się także Zbigniew Krzywański, wieloletni członek Republiki i współautor wielu jej kompozycji. Potwierdza on wspomniane wyżej przez wydawcę albumu „przepychanki” i nieporozumienia ze środowiskiem punkowym, wspomina istnienie zjawiska popersów, wspomina pewne z dawnych czasów utarte przekonanie, że punkowcy nienawidzą Republiki, ale wyjawia, że nie rozumie do końca tych zdarzeń oraz ich przyczyn. Natomiast wprost wypowiadając się na temat tego krążka stwierdza, że jest po prostu znakomity. W kontekście wyrażonych wspomnień pewnym ciekawym i wartościowym podsumowaniem może tu być zawartq w tej opinii konkluzja dotycząca tego, że w końcu punkowcy spotkali się w przyjaźni z Republiką, co powinno nieść nadzieję na podobny kierunek dla Polski i świata.

### Oceny
Składanka ta przez autorów publikacji i różnych opracowań oceniana jest jako dobra, wartościowa i warta zainteresowania. Muzyka zawarta na płycie to przeważnie ostre brzmienie o odmiennym w stosunku do oryginału charakterze oraz melancholijne ballady wykonane z mniejszą subtelnością niż pierwowzór, jednak z jednoznacznym klimatem, który oceniany jest jako spójny do klimatu i twórczości zespołu Republika. Repertuar zawarty w albumie udowadnia przy tym, że nawet punk ma różne oblicza muzyczne. Za niewątpliwy atut zestawienia uznaje się, że covery zawarte w albumie prezentowane były na nim po raz pierwszy, premierowo, gdyż wcześniej nie były one nigdzie publikowane. Niektórzy recenzenci określają album jako wart uwagi muzyczny eksperyment.
Album w serwisie internetowym Discogs otrzymał ocenę, według stanu na grudzień 2024 r. – (Avg Rating):  (3.8/5 przy 5 oceniających), w Empiku ocenę  (5/5 przy 1 oceniającym) a w „Rate Your Music” otrzymał ocenę na grudzień 2023 r. (RYM Rating):  (3.4/5 przy 14 oceniających).